# Mauro Coltorti
Mauro Coltorti (Jesi, 12 dicembre 1954) è un politico italiano.

## Biografia

### Attività politica

#### Elezione a senatore
Viene eletto senatore nel 2018 con il Movimento 5 Stelle venendo nominato presidente della commissione Lavori pubblici.